# Route nationale 84
Die N84 war eine französische Nationalstraße, die 1824 zwischen Meximieux und der Schweizer Grenze bei Genf festgelegt wurde. Sie geht auf die Route impériale 102 zurück. Ihre Länge betrug 112 Kilometer. 1843 übernahm sie von der N83 den Abschnitt zwischen Crépieux-la-Pape und Meximieux. Dabei stieg die Länge auf 139,5 Kilometer. Von 1937 bis 1970 schloss an der Schweizer Grenze die nummerierte Hauptstrasse 46 nach Genf an. 1973 wurde der Abschnitt zwischen der Rhôneengestelle Défile de l'Ecluse und der Schweizer Grenze abgestuft. 1978 übernahm die N206 den Abschnitt zwischen Bellegarde-sur-Valserine und dem Défile de l'Ecluse und es wurde die Führung der N84 etwas variiert:
- N 84 Crépieux-la-Pape – Meximieux
- N 84A Meximieux – Saint-Denis-en-Bugey
- unterbrochen durch N75
- Neubautrasse Pont-d'Ain-le Blanchon – Neuville-sur-Ain-Bosseron
- N 84 Neuville-sur-Ain-Bosseron – Bellegarde-sur-Valserine

2006 wurde die Nationalstraße abgestuft.

## N84A
Die N84A war eine französische Nationalstraße, die 1890 als Verbindung der N84 mit der N206 entstand. Die Beschreibung dieser Straße befindet sich im eigenen Artikel N84A. Von 1933 bis 1973 gab es sie dann als Seitenast der N84, der von dieser in Meximieux abzweigte und nach Saint-Denis-en-Bugey verlief. Ihre Länge betrug 11,5 Kilometer. 1978 wurde sie Teil der neuen Führung der N84.

## N84b
Die N84B war von 1933 bis 1973 ein Seitenast der N84, der von dieser in Collonges abzweigte und zur Schweizer Grenze zu einer Straße Richtung Genève führte. Ihre Länge betrug 5,5 Kilometer. 1933 wurde sie kurzzeitig als N84A bezeichnet.

## N84c
Die N84C war von 1933 bis 1973 ein Seitenast der N84, der von dieser Saint-Genis-Pouilly abzweigte und zur Schweizer Grenze an die Straße nach Nyon führte. Ihre Länge betrug 21 Kilometer. Sie wurde 1933 kurzzeitig als N84B bezeichnet.

## N84d
Die N84D war von 1952 bis 1973 ein Seitenast der N84, der von dieser in Montréal-la-Cluse abzweigte und nach Oyonnax verlief, wo sie ohne Anschluss an eine andere Nationalstraße endete. Ihre Länge betrug 12 Kilometer.

## N1084
Die N1084 war von 1983 bis 2006 ein Seitenast der N84, der von dieser in Saint-Maurice-de-Beynost abzweigte und die A42 an der Anschlussstelle 5 anband. Heute trägt sie Straße die Nummer D1084A.